# Saim Arıkan
Mehmet Saim Arıkan (ur. 18 lipca 1906, zm. 27 sierpnia 1997) – turecki zapaśnik walczący w stylu klasycznym. Dwukrotny olimpijczyk. Zajął szóste miejsce w Amsterdamie 1928 i dziewiąte w Berlinie 1936. Walczył w wadze piórkowej i lekkiej.

## Letnie Igrzyska Olimpijskie 1928
| Konkurencja          | Rundy eliminacyjne     | Rundy eliminacyjne | Rundy eliminacyjne      | Rundy eliminacyjne       | Klas. końcowa |
| Konkurencja          | Przeciwnik I           | Przeciwnik II      | Przeciwnik III          | Przeciwnik IV            | Miejsce       |
| -------------------- | ---------------------- | ------------------ | ----------------------- | ------------------------ | ------------- |
| 62 kg styl klasyczny | Iso Milovančev (YUG) Z | Ali Kamil (EGY) P  | Benjamin Araújo (POR) Z | Gerolamo Quaglia (ITA) P | 6.            |

## Letnie Igrzyska Olimpijskie 1936
| Konkurencja          | Rundy eliminacyjne       | Rundy eliminacyjne     | Rundy eliminacyjne    | Klas. końcowa |
| Konkurencja          | Przeciwnik I             | Przeciwnik II          | Przeciwnik III        | Miejsce       |
| -------------------- | ------------------------ | ---------------------- | --------------------- | ------------- |
| 66 kg styl klasyczny | Adolphe Osselaer (BEL) Z | Filip Borlovan (ROM) P | Voldemar Väli (EST) P | 9.            |